# Fulton (Nowy Jork)
Fulton – town w Stanach Zjednoczonych, w stanie Nowy Jork, w hrabstwie Schoharie.
Powierzchnia town wynosi 65,01 mi² (około 168,4 km²). Według stanu na 2010 rok jego populacja wynosi 1442 osób, a liczba gospodarstw domowych: 869. W 2000 roku zamieszkiwało je 1495 osób, a w 1990 mieszkańców było 1514.